# Xanthopimpla punctata
Xanthopimpla punctata (лат.) — вид перепончатокрылых наездников-ихневмонид рода Xanthopimpla из подсемейства Pimplinae (Pimplini, Ichneumonidae).

## Распространение
Евразия, Австралия и Океания. Наибольшим числом стран представлены в Юго-Восточной Азии. Вьетнам, Китай, Пакистан, Япония. Единственный представитель рода в фауне России: отмечен на юге Приморского края.
Также найдены в следующих странах: Афганистан, Бангладеш, Непал, Индия, Шри-Ланка, Мьянма, Лаос, Таиланд, Малайзия, Сингапур, Индонезия (Борнео, Сулавеси), Тайвань, Филиппины, Маврикий, Того, Папуа-Новая Гвинея, Австралия, Гуам и Нигерия.

## Описание
Среднего размера перепончатокрылые насекомые (около 15 мм). Основная окраска жёлтая с небольшими чёрными пятнами (глазковое поле, 3 пятна на среднеспинке, пара пятен на проподеуме и на 1-м, 3-м, 5-м, 7-м тергитах, и основание задней голени чёрные). На проподеуме есть почти трапециевидная ареола с костулами близ её задних углов. Ножны яйцеклада длинные, примерно в 1,7-1,8 раза больше задней голени. Они являются важными паразитоидами вредителей зерновых, сахарного тростника и других культур. Паразитирует на гусеницах и куколках следующих видов бабочек (Lepidoptera): Mampava bipunctella (Pyralidae), Cnaphalocrocis medinalis, Diaphania pyloalis, Ostrinia nubilalis, Sylepta derogata, (Pyraustidae), Chilo suppressalis, C. infuscatellus (Crambidae), Tetramoera schistaceana (Tortricidae), Orgyia australis postica (Lymantriidae), Procerata sacchariphaga (Brachodidae), Parnara guttata (Hesperiidae). Во Вьетнаме выведены из куколок Cnaphalocrocis medinalis (Pyralidae), Parnara guttata (Hesperidae), Naranga aenescens (Noctuidae), Lamprosema indica (Pyralidae).
Вид был впервые описан 1781 году Иоганном Христианом Фабрицием под названием Ichneumon punctatus Fabricius, 1781, а валидный статус таксона подтверждён в ходе ревизии, проведённой в 2011 году энтомологами из Вьетнама (Nhi Thi Pham; Institute of Ecology and Biological Resources, 18 Hoang Quoc Viet, Ханой, Вьетнам), Великобритании (Gavin R. Broad; Department of Entomology, Natural History Museum, Лондон, Великобритания), Японии (Rikio Matsumoto; Osaka Museum of Natural History, Осака, Япония) и Германии (Wolfgang J. Wägele; Zoological Reasearch Museum Alexander Koenig, Бонн, Германия).